# Firmiana danxiaensis
Firmiana danxiaensis là một loài thực vật có hoa trong họ Cẩm quỳ. Loài này được H.H.Hsue & H.S.Kiu mô tả khoa học đầu tiên năm 1987.